# Guibourtia pellegriniana
Guibourtia pellegriniana là một loài thực vật có hoa trong họ Đậu. Loài này được Leonard miêu tả khoa học đầu tiên.